# 青屏街街道
青屏街街道，是中华人民共和国河南省郑州市新密市下辖的一个乡镇级行政单位。

## 行政区划
青屏街街道下辖以下地区：
北密新路社区、青屏大街社区、气象街社区、嵩阳路社区、百花巷社区、农业路社区、开阳路社区、北文峰路社区、幸福街社区、青峰路社区、方寨社区、梁沟社区、周楼社区、于家港社区、长乐路社区和广场社区。